# Сон Сципиона (роман)
«Сон Сципиона» (англ. The Dream of Scipio) — роман Йена Пирса, изданный в 2002 году. Действие происходит в Провансе в трёх временны́х периодах, во многом ключевых для западной цивилизации: на закате Римской империи в V веке, во время «чёрного мора» (эпидемии чумы) XIV века, и Второй мировой войны XX века. Каждый из трёх сюжетов фокусируется на своём персонаже:
- Манлий Гиппоман — галльский аристократ, стремящийся сохранить угасающую римскую цивилизацию;
- Оливье де Нойен — поэт, протеже одного из кардиналов папского двора;
- Жюльен Барнёв — историк, сотрудничающий с вишистским правительством.

Все три истории рассказаны от третьего лица и связаны между собой «Сном Сципиона» — философским произведением Манлия (не оригинальным текстом Цицерона), которое позже обнаружено Оливье и Жюльеном. Вдохновлённый учением Софии, философа-неоплатоника и дочери ученика Гипатии, Манлий решается на активное участие в религиозно-политических событиях своей эпохи и, позже, пишет «Сон» как изложение и оправдание своей позиции. Все три истории, так или иначе, рассматривают схожие проблемы: в основном религиозную терпимость и антисемитизм, а на более личном уровне — преданность и возможность оправдания средств целью.

## Влияние реальных исторических фигур
Текст Манлия, видимо, основан на одноимённом реальном произведении Макробия, которое также является неоплатоническим комментарием к оригиналу Цицерона. История Софии и, отчасти, её отношения с Манлием, очень схожа с реальной историей Гипатии, убитой христианской толпой. Как и София для Манлия, Гипатия была учителем будущего христианского епископа Синезия и поддерживала переписку с ним. В книге Гипатия упоминается как учитель отца Софии.
Оливье де Нойен, возможно, основан на личности Кретьена де Труа, хотя последний жил за два века до событий книги и в другой области Франции. Герсонид (Леви бен Гершон) — еврейский учёный и философ, в книге нехотя ставший учителем Оливье, — реальная историческая фигура. Тем не менее, его встреча с папой Климентом VI во время эпидемии чумы является выдумкой. Насколько известно, к тому времени Герсонида уже не было в живых (это упоминается и в самом романе).
Судьба Марселя Лапласа в чём-то схожа с таковой Мориса Папона: несмотря на активное участие в вишистском правительстве, он смог избежать ответственности и продолжил занимать государственные посты после войны.